# Auguetbrücke
Auguetbrücke – przykryty dachem drewniany most nad rzeką Aare pomiędzy gminami Muri bei Bern i Belp w kantonie Berno w Szwajcarii.

## Historia
W XVIII i XIX wieku istniały cztery przeprawy promowe Aare między Thun i Bernem. Wzrost liczby podróżnych na początku XIX wieku spowodował, że przestały one wystarczać. Postanowiono zbudować most. Budowę rozpoczęto wiosną 1835 roku, a most został uruchomiony latem 1836 roku.
Podczas budowy drogi krajowej biegnącej przez dolinę Aare uznano, że drewniany most należy zastąpić nowym betonowym. Nowy zbudowano ponad starym. Ponieważ Hunzigenbrücke stał się zbędny, postanowiono go przenieść do Auguet. Rozbiórkę mostu rozpoczęto w czerwcu 1973 roku. Ponownie otwarto go w 1974 roku zmieniając nazwę na Auguetbrücke. Od tego momentu służy jako kładka dla pieszych. W 2003 roku most przeszedł generalny remont, a w 2018 roku nurkowie sprawdzili stan filarów i konstrukcji brzegowej. Most jest wsparty na 3 filarach. Ma 60 metrów.